# ويليام هاريس (لاعب كريكت)
ويليام هاريس (21 نوفمبر 1861 في المملكة المتحدة - 23 مايو 1923 في المملكة المتحدة) (بالإنجليزية: William Harris)‏ هو لاعب كريكت بريطاني (وحمل سابقاً جنسية المملكة المتحدة لبريطانيا العظمى وأيرلندا). لعب مع نادي مقاطعة يوركشاير للكريكت ‏.